# Eggendorf (Basse-Autriche)
Pour les articles homonymes, voir Eggendorf.
Eggendorf est une commune autrichienne du district de Wiener Neustadt-Land en Basse-Autriche.